# Persoonia chamaepitys
Persoonia chamaepitys is een plant uit de familie Proteaceae. De soort is endemisch in New South Wales. 
Het is een struik die circa 20 cm hoog en 1 m breed wordt. De bladeren zijn naaldvormig en circa 1,5 cm lang. In de zomer verschijnen de heldergele bloemen. 